# Discografia de Lulu Santos
A discografia de Lulu Santos compreende 22 álbuns de estúdio e pelo menos 20 compilações. Iniciando seus lançamentos fonográficos, ainda nos anos 70, o cantor vendeu mais de 7 milhões de cópias no decorrer de sua carreira, sendo um dos mais importantes artistas da música brasileira.

## Álbuns

### Álbuns de estúdio
| Ano                                | Álbum                                                                               | Melhores posições | Vendas      | Certificações    |
| Ano                                | Álbum                                                                               | BRA               | Vendas      | Certificações    |
| ---------------------------------- | ----------------------------------------------------------------------------------- | ----------------- | ----------- | ---------------- |
| Tempos Modernos                    | - Lançamento: 1982 - Formatos: LP, K7 - Gravadora: Warner Music Group               | —                 | - : 56,000  |                  |
| O Ritmo do Momento                 | - Lançamento: 1983 - Formatos: LP, K7 - Gravadora: Warner Music Group               | —                 | - : 90,000  |                  |
| Tudo Azul                          | - Lançamento: 1984 - Formatos: LP, K7 - Gravadora: Warner Music Group               | —                 | - : 400,000 |                  |
| Normal                             | - Lançamento: 1985 - Formatos: LP, K7 - Gravadora: Warner Music Group               | —                 |             |                  |
| Lulu                               | - Lançamento: 1986 - Formatos: LP, K7 - Gravadora: RCA                              | —                 | - : 250,000 |                  |
| Toda Forma de Amor                 | - Lançamento: 1988 - Formatos: LP, K7 - Gravadora: RCA                              | —                 | - : 450,000 |                  |
| Popsambalanço e Outras Levadas     | - Lançamento: 1989 - Formatos: LP, K7, CD - Gravadora: BMG Ariola                   | —                 | - : 70,000  |                  |
| Honolulu                           | - Lançamento: 1990 - Formatos: LP, K7, CD - Gravadora: BMG                          | —                 |             |                  |
| Mondo Cane                         | - Lançamento: 1992 - Formatos: LP, K7, CD - Gravadora: Philips                      | —                 | - : 40,000  |                  |
| Assim Caminha a Humanidade         | - Lançamento: 1994 - Formatos: LP, K7, CD - Gravadora: BMG                          | —                 | - : 220,000 | - : PMB: Ouro    |
| Anticiclone Tropical               | - Lançamento: 1996 - Formatos: CD, K7 - Gravadora: BMG                              | —                 |             | - : PMB: Platina |
| Liga Lá                            | - Lançamento: 1997 - Formatos: CD - Gravadora: BMG                                  | —                 |             | - : PMB: Ouro    |
| Calendário                         | - Lançamento: 1999 - Formatos: CD - Gravadora: BMG                                  | —                 |             | - : PMB: Ouro    |
| Programa                           | - Lançamento: 2002 - Formatos: CD - Gravadora: BMG                                  | —                 | - : 56,000  |                  |
| Bugalu                             | - Lançamento: 2003 - Formatos: CD - Gravadora: BMG                                  | —                 | - : 51,000  |                  |
| Letra e Música                     | - Lançamento: 2005 - Formatos: CD - Gravadora: BMG                                  | —                 | - : 50,000  |                  |
| Longplay                           | - Lançamento: 2007 - Formatos: CD - Gravadora: Som Livre                            | —                 |             |                  |
| Singular                           | - Lançamento: 2009 - Formatos: CD - Gravadora: EMI                                  | —                 |             |                  |
| Lulu Canta & Toca Roberto e Erasmo | - Lançamento: 2013 - Formatos: CD - Gravadora: Sony Music                           | 10                |             | - : PMB: Ouro    |
| Luiz Maurício                      | - Lançamento: 2014 - Formatos: CD, LP - Gravadora: Sony Music                       | —                 |             |                  |
| Baby Baby!                         | - Lançamento: 20 de outubro de 2017 - Formatos: CD, LP - Gravadora: Universal Music | —                 |             |                  |
| Pra Sempre                         | - Lançamento: 24 de maio de 2019 - Formatos: CD, LP - Gravadora: Universal Music    | —                 |             |                  |
| Atemporal                          | - Lançamento: 29 de agosto de 2024 - Formatos: Streaming - Gravadora: Warner Music  | —                 |             |                  |

### Álbuns ao vivo
| Ano                      | Álbum                                                                 | Melhores posições | Vendas      | Certificações    |
| Ano                      | Álbum                                                                 | BRA               | Vendas      | Certificações    |
| ------------------------ | --------------------------------------------------------------------- | ----------------- | ----------- | ---------------- |
| Amor à Arte              | - Lançamento: 1989 - Formatos: LP, K7, CD - Gravadora: BMG            | —                 |             |                  |
| Acústico MTV             | - Lançamento: 2000 - Formatos: CD - Gravadora: BMG                    | —                 | - : 745,000 | - : PMB: Platina |
| MTV ao Vivo: Lulu Santos | - Lançamento: 2004 - Formatos: CD - Gravadora: BMG                    | —                 | - : 60,000  | - : PMB: Ouro    |
| Acústico MTV II          | - Lançamento: 2010 - Formatos: CD - Gravadora: Universal Music        | —                 |             |                  |
| Toca + Lulu ao Vivo      | - Lançamento: 14 de abril 2015 - Formatos: CD - Gravadora: Sony Music | 9                 |             |                  |

### Álbuns de compilação
| Ano                                   | Álbum                                                             | Vendas        | Certificações       |
| ------------------------------------- | ----------------------------------------------------------------- | ------------- | ------------------- |
| Último Romântico                      | - Lançamento: 1987 - Formatos: LP, K7, CD - Gravadora: Warner     | - : 800,000   | - : PMB: Ouro       |
| Minha Vida                            | - Lançamento: 1991 - Formatos: LP, K7, CD - Gravadora: Som Livre  |               |                     |
| Acervo Especial                       | - Lançamento: 1993 - Formatos: LP, K7, CD - Gravadora: RCA Victor |               |                     |
| Geração Pop                           | - Lançamento: 1993 - Formatos: LP, K7, CD - Gravadora: Warner     |               |                     |
| Eu e Memê, Memê e Eu                  | - Lançamento: 1995 - Formatos: LP, K7, CD - Gravadora: RCA        | - : 1,000,000 | - : PMB: 2× Platina |
| Satisfação                            | - Lançamento: 1995 - Formatos: LP, K7, CD - Gravadora: RCA Victor |               |                     |
| Último Romântico II                   | - Lançamento: 1996 - Formatos: CD - Gravadora: Warner             |               | - : PMB: Platina    |
| De Leve                               | - Lançamento: 1996 - Formatos: CD - Gravadora: Globo              |               | - : PMB: Platina    |
| Dance Bem, Dance Mal, Dance Sem Parar | - Lançamento: 1998 - Formatos: CD - Gravadora: Globo/BMG          |               |                     |
| O Melhor da Música                    | - Lançamento: 1998 - Formatos: CD - Gravadora: Warner             |               |                     |
| Focus: O Essencial de Lulu Santos     | - Lançamento: 1999 - Formatos: CD - Gravadora: BMG Brasil         |               |                     |
| E-Collection - Sucesso+Raridades      | - Lançamento: 2000 - Formatos: CD - Gravadora: Warner             |               |                     |
| RCA 100 Anos De Música                | - Lançamento: 2001 - Formatos: CD - Gravadora: BMG Brasil         |               |                     |
| Warner 25 Anos                        | - Lançamento: 2001 - Formatos: CD - Gravadora: RCA Victor         |               |                     |
| Perfil: Lulu Santos                   | - Lançamento: 2004 - Formatos: CD - Gravadora: Som Livre          |               | - : PMB: Ouro       |
| Pop Brasil                            | - Lançamento: 2007 - Formatos: CD - Gravadora: RCA Victor         |               |                     |
| Pop Brasil Vol. 2                     | - Lançamento: 2007 - Formatos: CD - Gravadora: RCA Victor         |               |                     |
| Novelas                               | - Lançamento: 2009 - Formatos: CD - Gravadora: Som Livre          |               |                     |
| Mega Hits                             | - Lançamento: 2013 - Formatos: CD - Gravadora: Sony Music         |               |                     |
| Lulu & Nelsinho                       | - Lançamento: 2016 - Formatos: CD - Gravadora: Warner             |               |                     |

### Álbuns de vídeo
| Ano                          | Álbum                                                           | Vendas     | Certificações    |
| ---------------------------- | --------------------------------------------------------------- | ---------- | ---------------- |
| Lulu Santos Ao Vivo          | - Lançamento: 1996 - Formatos: VHS - Gravadora: BMG             |            |                  |
| Acústico MTV: Lulu Santos    | - Lançamento: 2000 - Formatos: DVD - Gravadora: BMG             | - : 63,000 | - : PMB: Platina |
| MTV Ao Vivo: Lulu Santos     | - Lançamento: 2004 - Formatos: DVD - Gravadora: BMG             |            | - : PMB: Ouro    |
| Acústico MTV: Lulu Santos II | - Lançamento: 2010 - Formatos: DVD - Gravadora: Universal Music |            |                  |
| Toca + Lulu ao Vivo          | - Lançamento: 2015 - Formatos: DVD - Gravadora: Sony Music      |            |                  |

## Boxes
| Ano       | Álbum                                                             | Vendas      | Certificações     |
| --------- | ----------------------------------------------------------------- | ----------- | ----------------- |
| Tão Bem   | - Lançamento: 2015 - Formatos: CD (4 CDs) - Gravadora: Warner     |             |                   |
| Toca Lulu | - Lançamento: 2015 - Formatos: CD (4 CDs) - Gravadora: Sony Music | - : 200,000 | - : PMB: Diamante |

## Singles
| Ano  | Canção                                           | Álbum                              |
| ---- | ------------------------------------------------ | ---------------------------------- |
| 1980 | Melô do Amor / Gosto de Batom                    | Luiz Maurício (CS)                 |
| 1981 | Tesouros da Juventude                            | Tempos Modernos                    |
| 1981 | De Leve (Get Back)                               | Tempos Modernos                    |
| 1982 | Tempos Modernos                                  | Tempos Modernos                    |
| 1982 | De Repente Califórnia                            | Tempos Modernos                    |
| 1982 | Scarlet Moon                                     | Tempos Modernos                    |
| 1982 | Tudo com Você                                    | Tempos Modernos                    |
| 1983 | Como uma Onda (Zen-Surfismo)                     | O Ritmo do Momento                 |
| 1983 | Adivinha o Quê                                   | O Ritmo do Momento                 |
| 1983 | Um Certo Alguém                                  | O Ritmo do Momento                 |
| 1983 | Esse Brilho em Teu Olhar                         | O Ritmo do Momento                 |
| 1984 | Certas Coisas                                    | Tudo Azul                          |
| 1984 | Tudo Azul                                        | Tudo Azul                          |
| 1984 | Tão Bem                                          | Tudo Azul                          |
| 1984 | Último Romântico                                 | Tudo Azul                          |
| 1984 | O Calhambeque                                    | Tudo Azul                          |
| 1984 | Lua de Mel                                       | Tudo Azul                          |
| 1985 | Sincero                                          | Normal                             |
| 1985 | De Repente                                       | Normal                             |
| 1986 | Tudo Bem                                         | Tudo Bem (CS)                      |
| 1986 | Casa                                             | Lulu                               |
| 1986 | Minha Vida                                       | Lulu                               |
| 1987 | Condição                                         | Lulu                               |
| 1987 | Um Pro Outro                                     | Lulu                               |
| 1987 | Toda Forma de Amor                               | Toda Forma de Amor                 |
| 1988 | A Cura                                           | Toda Forma de Amor                 |
| 1988 | Satisfação                                       | Toda Forma de Amor                 |
| 1988 | Lá Vem o Sol                                     | Amor à Arte                        |
| 1989 | Lei da Selva                                     | Amor à Arte                        |
| 1989 | Dinossauros do Rock                              | Amor à Arte                        |
| 1989 | Brumário                                         | Popsambalanço e Outras Levadas     |
| 1989 | A2                                               | Popsambalanço e Outras Levadas     |
| 1990 | E.O.Q.A.                                         | Popsambalanço e Outras Levadas     |
| 1990 | Perguntas                                        | Popsambalanço e Outras Levadas     |
| 1990 | Não Acredito                                     | Honolulu                           |
| 1990 | Papo Cabeça                                      | Honolulu                           |
| 1991 | Pra Você Parar                                   | Honolulu                           |
| 1992 | Apenas Mais Uma de Amor                          | Mondo Cane                         |
| 1992 | Cicatriz                                         | Mondo Cane                         |
| 1993 | Submundo Vaticano                                | Trilha da novela Olho no Olho      |
| 1993 | Auto Estima                                      | Auto Estima (Single)               |
| 1994 | Febre                                            | Assim Caminha a Humanidade         |
| 1994 | Graal                                            | Assim Caminha a Humanidade         |
| 1995 | Assim Caminha a Humanidade                       | Assim Caminha a Humanidade         |
| 1995 | Sereia                                           | Eu e Memê, Memê e Eu               |
| 1995 | Descobridor dos Sete Mares                       | Eu e Memê, Memê e Eu               |
| 1995 | Fullgás                                          | Eu e Memê, Memê e Eu               |
| 1996 | Aviso aos Navegantes (S.O.S. Solidão)            | Anticiclone Tropical               |
| 1996 | Cadê Você?                                       | Anticiclone Tropical               |
| 1996 | Dancin’ Days                                     | Anticiclone Tropical               |
| 1997 | Hyperconectividade                               | Liga Lá                            |
| 1999 | Fogo de Palha                                    | Calendário                         |
| 1999 | Aquilo                                           | Calendário                         |
| 2000 | Astronauta (acústico) (part. Gabriel O Pensador) | Acústico MTV                       |
| 2000 | Made in Brazil                                   | Acústico MTV                       |
| 2000 | Tempos Modernos (acústico)                       | Acústico MTV                       |
| 2001 | Apenas Mais Uma de Amor (acústico)               | Acústico MTV                       |
| 2002 | Todo Universo                                    | Programa                           |
| 2002 | Figurativa                                       | Programa                           |
| 2002 | Compaixão                                        | Programa                           |
| 2003 | Já é!                                            | Bugalu                             |
| 2003 | Melô do Amor                                     | Bugalu                             |
| 2003 | Delete                                           | Bugalu                             |
| 2004 | Sem Nunca Dar Adeus                              | MTV ao Vivo: Lulu Santos           |
| 2004 | A Cura (ao vivo)                                 | MTV ao Vivo: Lulu Santos           |
| 2004 | Delete                                           | MTV ao Vivo: Lulu Santos           |
| 2005 | Pop Star                                         | Letra e Música                     |
| 2006 | Vale de Lágrimas                                 | Letra e Música                     |
| 2007 | Deixa Isso pra Lá                                | Longplay                           |
| 2007 | Contatos                                         | Longplay                           |
| 2009 | Baby de Babylon                                  | Singular                           |
| 2010 | Auto Estima (acústico)                           | Acústico MTV II                    |
| 2011 | E Tudo Mais                                      | Acústico MTV II                    |
| 2013 | Como é Grande o Meu Amor Por Você                | Lulu Canta & Toca Roberto e Erasmo |
| 2013 | As Curvas da Estrada de Santos                   | Lulu Canta & Toca Roberto e Erasmo |
| 2014 | Sócio do Amor                                    | Luiz Maurício                      |
| 2014 | Luiz Maurício                                    | Luiz Maurício                      |
| 2015 | Xibom Bombom                                     | Single "Xibom Bombom"              |
| 2016 | Tempo em Movimento                               | Lulu & Nelsinho                    |
| 2017 | Televisão                                        |                                    |
| 2018 | Orgulho e Preconceito                            |                                    |
| 2019 | Hoje Em Dia                                      | Pra Sempre                         |

### CDs singles
| Ano  | Título                                                      | Canções |
| ---- | ----------------------------------------------------------- | --- |
| 1993 | Auto-Estima - Gravadora: PolyGram.                          | 1.Auto-Estima / 2.Cicatriz / 3.Apenas Mais Uma de Amor / 4.Foi Mal |
| 1994 | Tudo Igual - Gravadora: BMG.                                | 1. Speech / 2.Memê Vocal Club Anthem / 3.Funk Mix / 4.Extended House Radio / 5.House Version / 6.Cool Cut RMX / 7.New Joy Dub / 8.The Mameluco Homeboy Mix |
| 1996 | Cade você / Dancin´ days (single remixes) - Gravadora: BMG. | 1. Cadê Você? (Do-Re-Mix 12" Radio) / 2. Cadê Você? (Do-Re-Mix 12" Vocal) / 3. Cadê Você? (Do-Re-Mix) / 4. Cadê Você? (Do-Re-Mix 12" Instrumental) / 5. Cadê Você? (Twilo Vocal Mix) / 6. Cadê Você? (Twilo Dub) / 7. Dancin' Days (Club Mix) / 8. Dancin' Days (Discoteque Space Mix) / 9.Dancin' Days (Club Mix Radio Edit) |
| 1997 | Hiperconectividade - Gravadora: BMG.                        | 1.Hiperconectividade (Fubá Mix) / 2.Condição (Remix Radio Edit) / 3.Condição (Remix) |
| 1998 | Condição (single remixes) - Gravadora: BMG.                 | |
| 1999 | Fogo de Palha - Gravadora: BMG.                             | 1.Fogo de Palha |
| 1999 | Aquilo - Gravadora: BMG.                                    | 1.Aquilo |
| 2002 | Todo Universo - Gravadora: BMG.                             | 1.Todo o Universo |
| 2005 | Pop Star - Gravadora: BMG.                                  | 1.Popstar |

## Compactos Simples
| Ano  | Título                                     | Canções                                                                              |
| ---- | ------------------------------------------ | ------------------------------------------------------------------------------------ |
| 1977 | Zebra (com Vímana) - Gravadora: Som Livre. | Zebra / Masquerade                                                                   |
| 1980 | Luiz Mauricio - Gravadora: Polydor.        | Melô De Amor / Gosto De Baton                                                        |
| 1981 | Tesouros Da Juventude - Gravadora: Warner. | Tesouros Da Juventude / Fricção Cientifica                                           |
| 1981 | De Leve (Get Back) - Gravadora: Warner.    | De Leve (Get Back) / Areias Escaldantes / Tesouros Da Juventude / Fricção Cientifica |
| 1984 | O Último Romântico - Gravadora: Warner     | O Último Romântico / O Último Romântico (Instrumental)                               |
| 1986 | Tudo Bem - Gravadora: RCA Victor           | Tudo Bem / Tudo Bem (Remix)                                                          |

## Participações em outros projetos
- 1995 - Álbum Karnak, da banda Karnak - Guitarra havaiana na faixa "Lee-o-dua".
- 1997 - Álbum Quebra-Cabeça, de Gabriel O Pensador - Vocais na faixa Cachimbo da Paz (creditado sob o pseudônimo de Bollado Emecê)[21]
- 1999 - Álbum Nádegas a Declarar, de Gabriel O Pensador - Vocais e sitar na faixa Astronauta[21]
- 2007 - Álbum Acústico MTV - Sandy & Junior - Guitarra na faixa "Você Pra Sempre (Inveja)".